# Новий Бровінець
Новий Бровінець (пол. Nowy Browiniec, нім. Deutsch Probnitz) — село в Польщі, у гміні Любжа Прудницького повіту Опольського воєводства.
Населення — 448 осіб (2011).
У 1975-1998 роках село належало до Опольського воєводства.

## Демографія
Демографічна структура станом на 31 березня 2011 року:
|          | Загалом | Допрацездатний вік | Працездатний вік | Постпрацездатний вік |
| -------- | ------- | ------------------ | ---------------- | -------------------- |
| Чоловіки | 205     | 33                 | 147              | 25                   |
| Жінки    | 243     | 38                 | 141              | 64                   |
| Разом    | 448     | 71                 | 288              | 89                   |